# 文化学園大学
文化学園大学（ぶんかがくえんだいがく、英語: Bunka gakuen University）は、東京都渋谷区代々木3-22-1に本部を置く日本の私立大学。1919年創立、1964年大学設置。大学の略称は文化学園大、文大、bunka。
併設校に文化学園大学短期大学部があった。ファッション分野が中心の大学。日本の大学の中では最初にインテリア分野についての学科を創設した。
男女共学化されてまだ浅いため、男子学生の割合は低い。放送大学学園と単位互換協定を結んでおり、放送大学で取得した単位を卒業に要する単位として認定することができる。
同じ敷地内には姉妹校の文化ファッション大学院大学、文化服装学院、文化外国語専門学校がある。

## 沿革

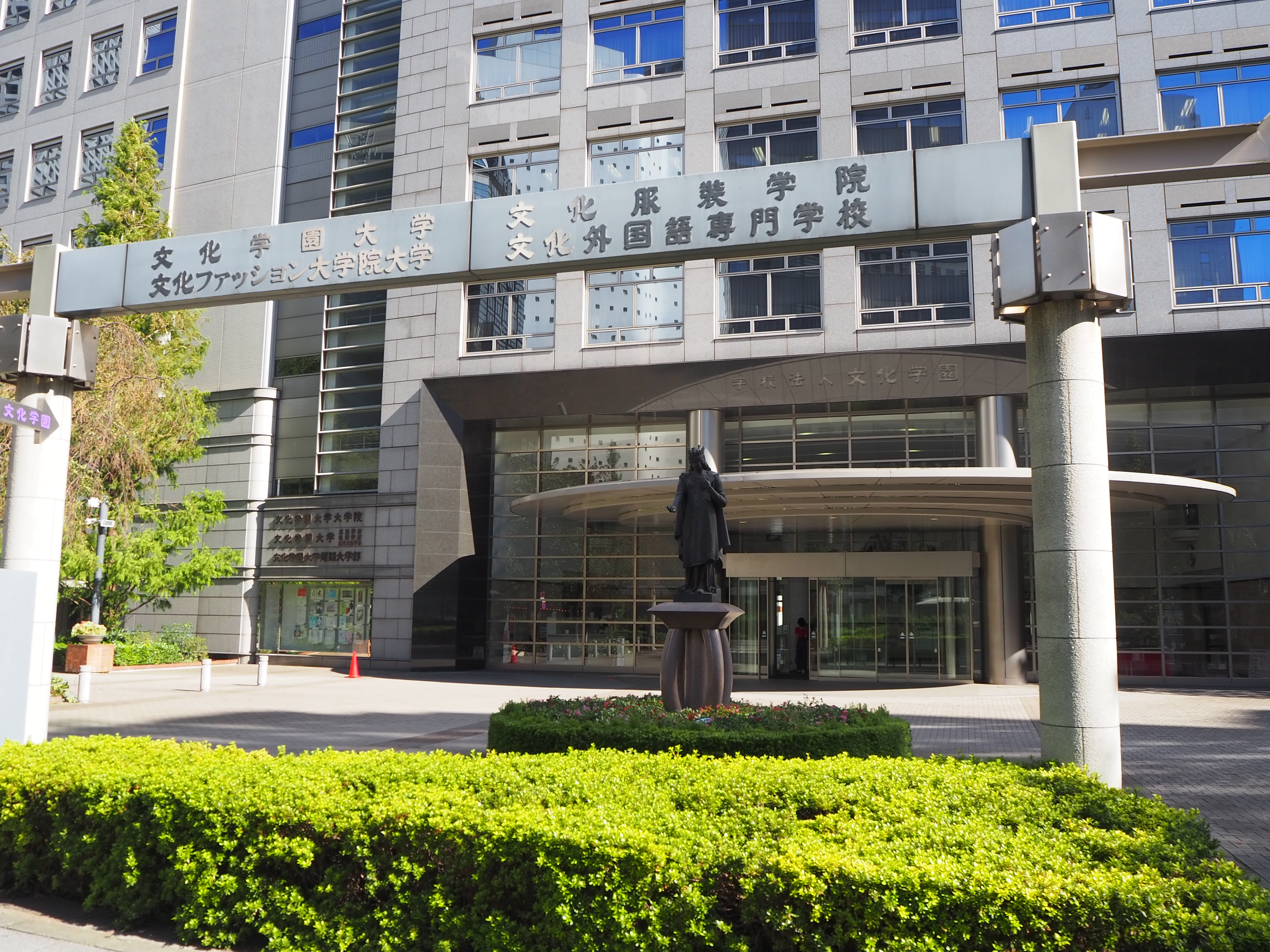
正門

- 1919年（大正8年）4月 - 波木伊三郎が東京・青山に波木婦人子供服裁縫店を開き、同店舗内に並木婦人子供服装裁縫教授所を開設する
- 1922年（大正11年）6月 - 波木伊三郎と遠藤政次郎が東京・牛込袋町に文化裁縫学院を開設
- 1923年（大正12年）
  - 6月23日 - 東京府各種学校令により認可され、文化裁縫女学校と改称・新発足。この日をもって創立記念日と定める
  - 11月 - 新宿・大宗寺前に移転
- 1926年（大正15年）7月 - 現在地、府下代々幡町代々木山谷に327坪の土地を買収し、校舎建設開始
- 1927年（昭和2年）3月 - 木造二階建て新校舎完成し、移転
- 1935年（昭和10年）2月 - 財団法人並木学園設置認可
- 1936年（昭和11年）10月 - 文化裁縫女学校を文化服装学院に校名変更
- 1948年（昭和23年）4月 - 「（文化服装学院）連鎖校」制度を創設
- 1950年（昭和25年）
  - 3月 - 文化女子短期大学設置認可
  - 4月 - 文化女子短期大学開学（服装科）（初代学長に徳川義親が就く）
- 1951年（昭和26年）3月 - 財団法人並木学園を学校法人並木学園に組織変更
- 1955年（昭和30年）10月 - 円型校舎完成、落成式典挙行
- 1957年（昭和32年） - 文化服装学院の師範科に男子学生が初入学。文化服装学院に通信教育部を開設
- 1964年（昭和39年）1月25日 - 文化女子大学設置認可（家政学部服装学科）。文化女子短期大学は文化女子大学短期大学部となる
- 1966年（昭和41年） - 文化女子大学家政学部に生活造形学科を設置
- 1968年（昭和43年） - 文化女子大学短期大学部に専攻科を設置
- 1969年（昭和44年）
  - 2月 - 文化女子大学室蘭短期大学設置認可
  - 4月 - 文化女子大学室蘭短期大学開学（服飾科、保育科）
  - 月不明 - 文化女子大学図書館完成
- 1972年（昭和47年）
  - 4月 - 文化女子大学大学院を設置。家政学研究科被服学専攻修士課程を開設
  - 9月 - 東京・多摩に文化女子大学附属すみれ幼稚園を開園
- 1973年（昭和48年）6月 - 法人名称を学校法人並木学園から学校法人文化学園に変更
- 1974年（昭和49年）4月 - 文化女子大学附属杉並高等学校を開校
- 1976年（昭和51年）4月 - 文化服装学院が専修学校制度による専門学校に認可。文化女子大学室蘭短期大学附属幼稚園を開園
- 1979年（昭和54年）11月 - 文化学園服飾博物館が開館[2]
- 1980年（昭和55年）4月 - 文化外国語専門学校を開校
- 1981年（昭和56年）3月 - 学校法人今井学園を合併
- 1983年（昭和58年）12月 - 学校法人文化長野学園を創立。文化女子大学附属長野高等学校を開校。文化女子大学長野専門学校を開校
- 1985年（昭和60年） - 東京・小平に文化女子大学小平キャンパスが完成
- 1986年（昭和61年）
  - 月不明 - ファッション情報科学研究所を設置
  - 4月 - 文化女子大学附属杉並中学校を開校
- 1988年（昭和63年）3月 - 学校法人匹田学園を合併
- 1989年（平成元年）4月 - 文化女子大学大学院家政学研究科に被服環境学専攻博士後期課程を開設
- 1991年（平成3年）4月 - 文化女子大学に文学部（国際文化学科・英語英文学科）を開設
- 1994年（平成6年）月不明 - 文化学園テキスタイル史料館を開設
- 1996年（平成8年） - 文化服装学院が文化ファッション・オープンカレッジを開講
- 1998年（平成10年）
  - 月不明 - 21階建て新校舎（A・B・C館）完成
  - 4月 - 文化女子大学大学院家政学研究科に生活環境学専攻修士課程を開設。文化女子大学大学院に国際文化研究科国際文化専攻修士課程を開設

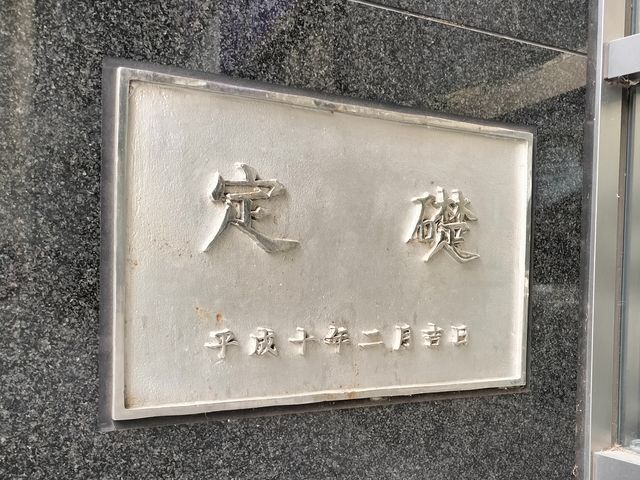
平成十年二月と記された定礎

- 1999年（平成11年）月不明 - ファッション情報科学研究所を文化・服装学総合研究所に改組。テキスタイル資料館をもとに文化学園ファッションリソースセンター（テキスタイル資料室・コスチューム資料室・映像資料室）を開設。文化・服装形態機能研究所、文化・未来ファッション研究所を設置
- 2000年（平成12年）
  - 月不明 - プラザ棟竣工
  - 4月 - 文化女子大学の家政学部を服装学部（服装造形学科・服装社会学科）と造形学部（生活造形学科・住環境学科）に改組。家政学部は募集停止。文化女子大学文学部に健康心理学科を開設
  - 8月 - 文化服装匹田学院を廃止
- 2001年（平成13年）3月 - 学校法人村越学園を合併
- 2002年（平成14年）月不明 - 文化学園国際交流センターを開設
- 2003年（平成15年）
  - 月不明 - 文化ファッションビジネススクール開校。文化・衣環境学研究所、文化・住居学研究所を設置
  - 3月 - 学校法人渡辺学園を合併
  - 4月 - 文化女子大学大学院の家政学研究科を生活環境学研究科に改称
- 2004年（平成16年）4月 - 文化女子大学の文学部を現代文化学部に改称。現代文化学部に国際ファッション文化学科を設置。文学部英語英文学科を募集停止
- 2005年（平成17年）
  - 月不明 - 文化学園知財センターを開設
  - 3月 - 文化女子大学の家政学部を廃止
  - 12月 - 宇都宮文化服装専門学校を廃止
- 2006年（平成18年）
  - 3月 - 学校法人文化学園（広島）を合併
  - 4月 - 文化ファッション大学院大学（BFGU）開学
  - 12月 - 府中女子専門学校廃止認可
- 2007年（平成19年）
  - 3月 - 文化ファッションビジネススクール廃止認可
  - 10月 - 広島高等洋裁女学院廃止[3]
- 2008年（平成20年）
  - 4月 - 広島アートアカデミーを専門学校文化服装学院広島校に名称変更。文化女子大学に留学生別科を開設
  - 月不明 - 文部科学省より文化女子大学が服飾文化共同研究拠点に採択され、文化・服装学総合研究所を改組して文化ファッション研究機構を開設。文化女子大学現代文化学部の英語英文学科を廃止。文化女子大学現代文化学部の健康心理学科を募集停止。文化学園アカデミックアーカイブセンターを開設
- 2009年（平成21年）
  - 4月 - 文化女子大学室蘭短期大学附属幼稚園を文化女子大学附属幼稚園に名称変更
  - 8月 - 文化女子大学室蘭短期大学廃止認可
  - 月不明  -文化女子大学室蘭短期大学閉学。文化女子大学現代文化学部の健康心理学科を募集停止
- 2010年（平成22年）
  - 月不明 - 文化ファッションインキュベーションを開設
  - 4月 - 文化女子大学現代文化学部に応用健康心理学科を設置。文化女子大学造形学部の住環境学科を建築・インテリア学科に改組
- 2011年（平成23年）
  - 月不明 - 文化学園国際ファッション産学推進機構を設置
  - 4月 - 文化女子大学大学院を文化学園大学大学院に、文化女子大学を文化学園大学に、文化女子大学短期大学部を文化学園大学短期大学部に、文化女子大学附属すみれ幼稚園を文化学園大学附属すみれ幼稚園に、文化女子大学附属幼稚園を文化学園大学附属幼稚園に、文化女子大学長野専門学校を文化学園長野専門学校にそれぞれ名称変更。
- 2012年（平成24年）
  - 4月 - 文化学園大学、文化学園大学短期大学部を男女共学化。文化学園大学現代文化学部の国際文化学科を国際文化・観光学科に改組
- 2013年（平成25年）
  - 月不明 - 文化学園大学附属研究所として文化・ファッションテキスタイル研究所、和装文化研究所を設置
- 2014年（平成26年）
  - 3月 - 文化学園大学現代文化学部の健康心理学科を廃止
  - 4月 - 文化学園大学造形学部の生活造形学科をデザイン・造形学科に改組
- 2015年（平成27年）
  - 4月 - 文化学園大学大学院国際文化研究科と文化学園大学現代文化学部を小平キャンパス（東京都小平市）から新都心キャンパス（東京都渋谷区）に移転[4]
  - 8月 - 専門学校きうちファッションカレッジ（1976年開校）を廃止
- 2016年（平成28年）
  - 1月 - 山形女子専門学校（1976年開校）を廃止
  - 4月 - 文化学園大学服装学部の服装造形学科をファッションクリエイション学科に、服装社会学科をファッション社会学科に改組。文化学園大学長野専門学校を文化学園長野保育専門学校と名称変更
- 2017年（平成29年）4月 - 専門学校文化服装学院広島校廃止認可
- 2019年（平成31年）4月 - 国際文化学部の応用健康心理学科を募集停止
- 2020年（令和2年）4月 - 文化学園大学の現代文化学部を国際文化学部に改称
- 2021年（令和3年）4月 - 文化学園大学短期大学部を募集停止
- 2022年（令和4年）3月 - 文化学園大学短期大学部を廃止

## 学部
- 服装学部

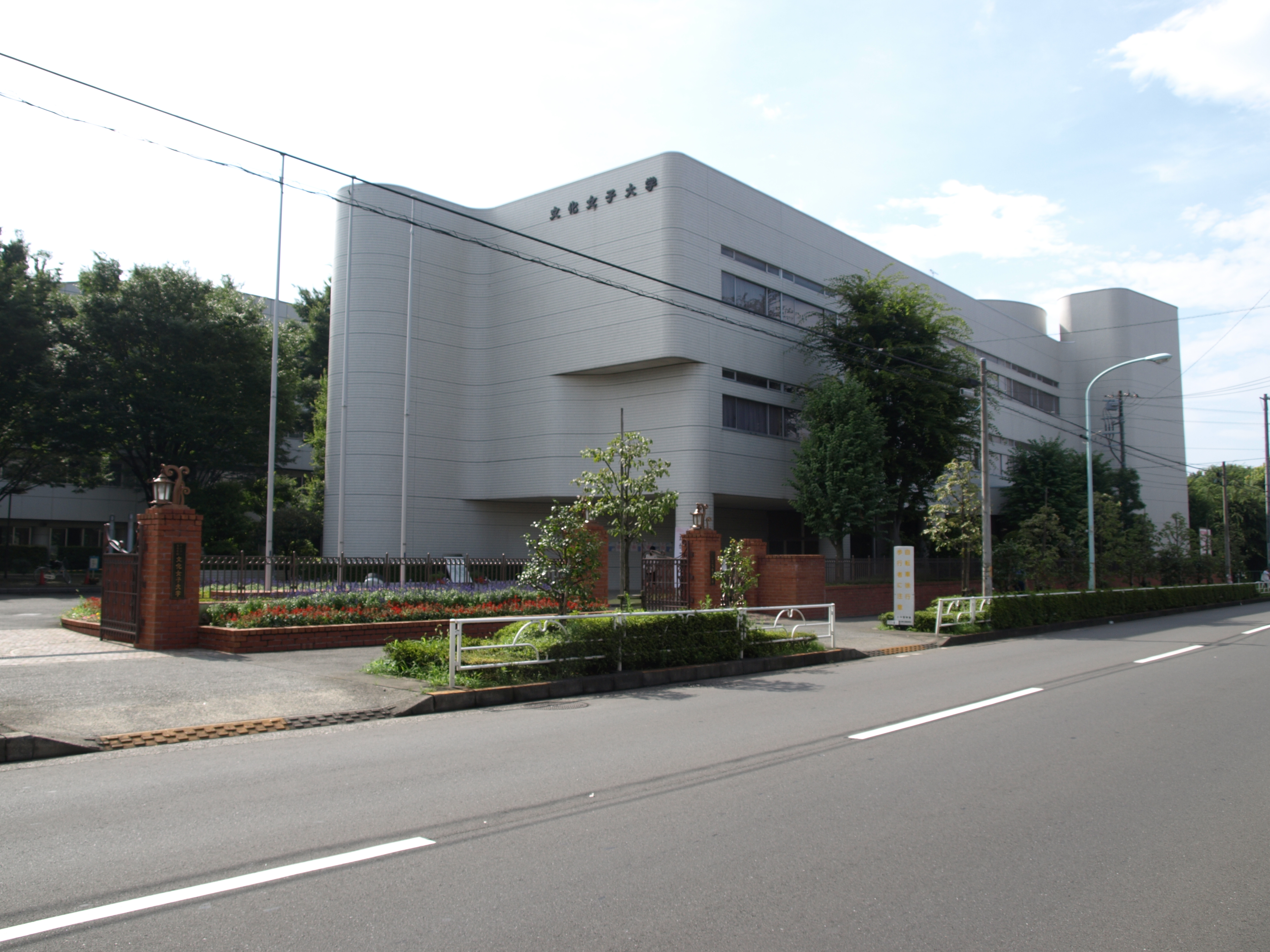
小平キャンパス（現マルバーンガレッジTokyo）
現代文化学部・国際文化研究科を設置。
2015年新都心キャンパスに移転

  - ファッションクリエイション学科（旧・服装造形学科）
  - ファッション社会学科（旧・服装社会学科）
- 造形学部
  - デザイン・造形学科（旧・生活造形学科）
  - 建築・インテリア学科（旧・住環境学科）
- 現代文化学部
  - 国際文化・観光学科
  - 国際ファッション文化学科
  - 応用健康心理学科

## 大学院
- 生活環境学研究科
  - 被服学専攻（博士前期課程）
  - 生活環境学専攻（修士課程）
  - 被服環境学専攻（博士後期課程） - 修了すると日本唯一（2014年現在）の 博士（被服環境学）が授与される

- 国際文化研究科
  - 国際文化専攻（修士課程） - 専攻内に以下の専修がある
    - 国際文化専修
    - 国際ファッション文化専修（募集停止）
    - 健康心理学専修

## 専攻科
- なし

## 別科
- 留学生別科

## 学生生活

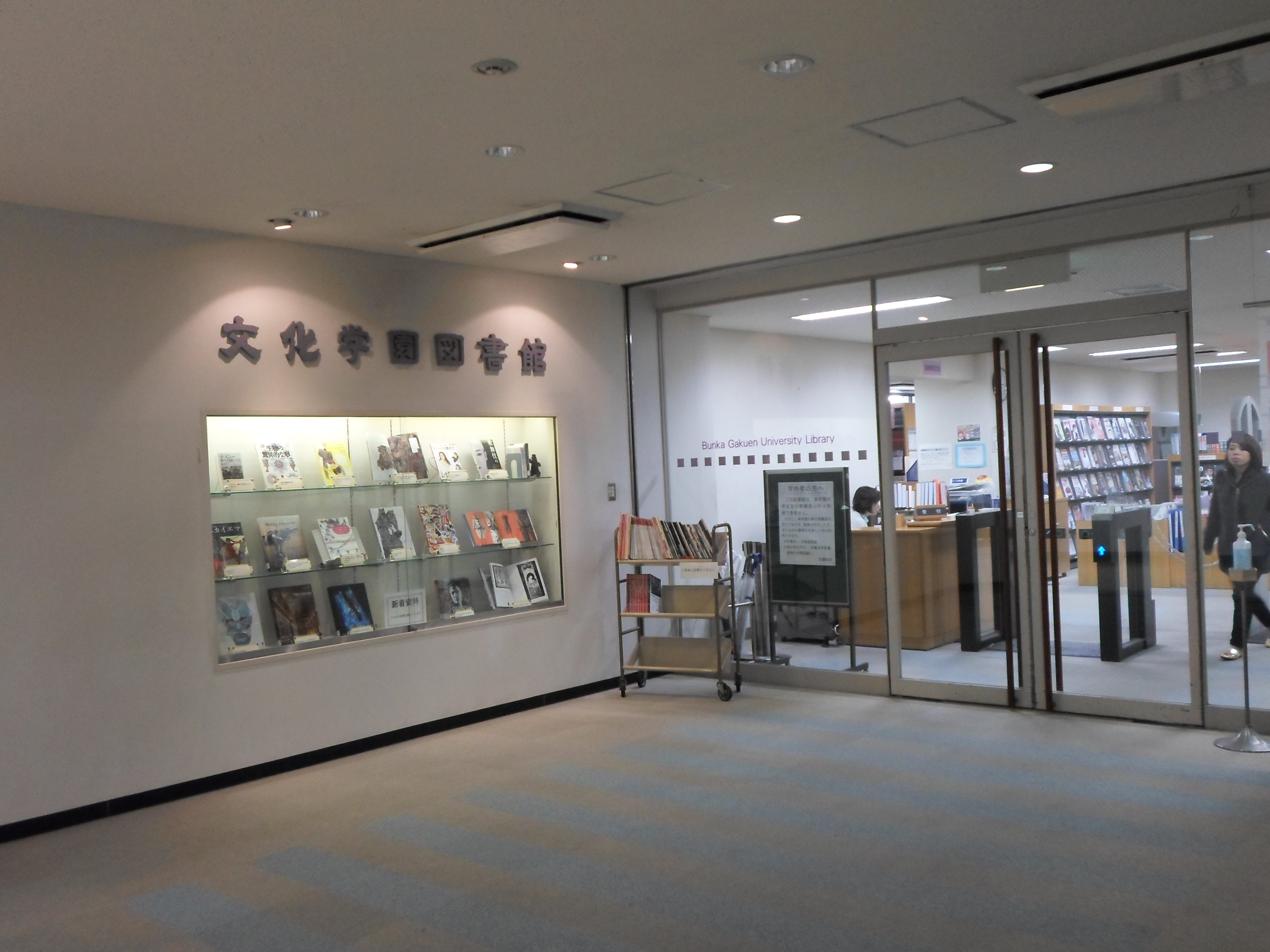
文化学園図書館

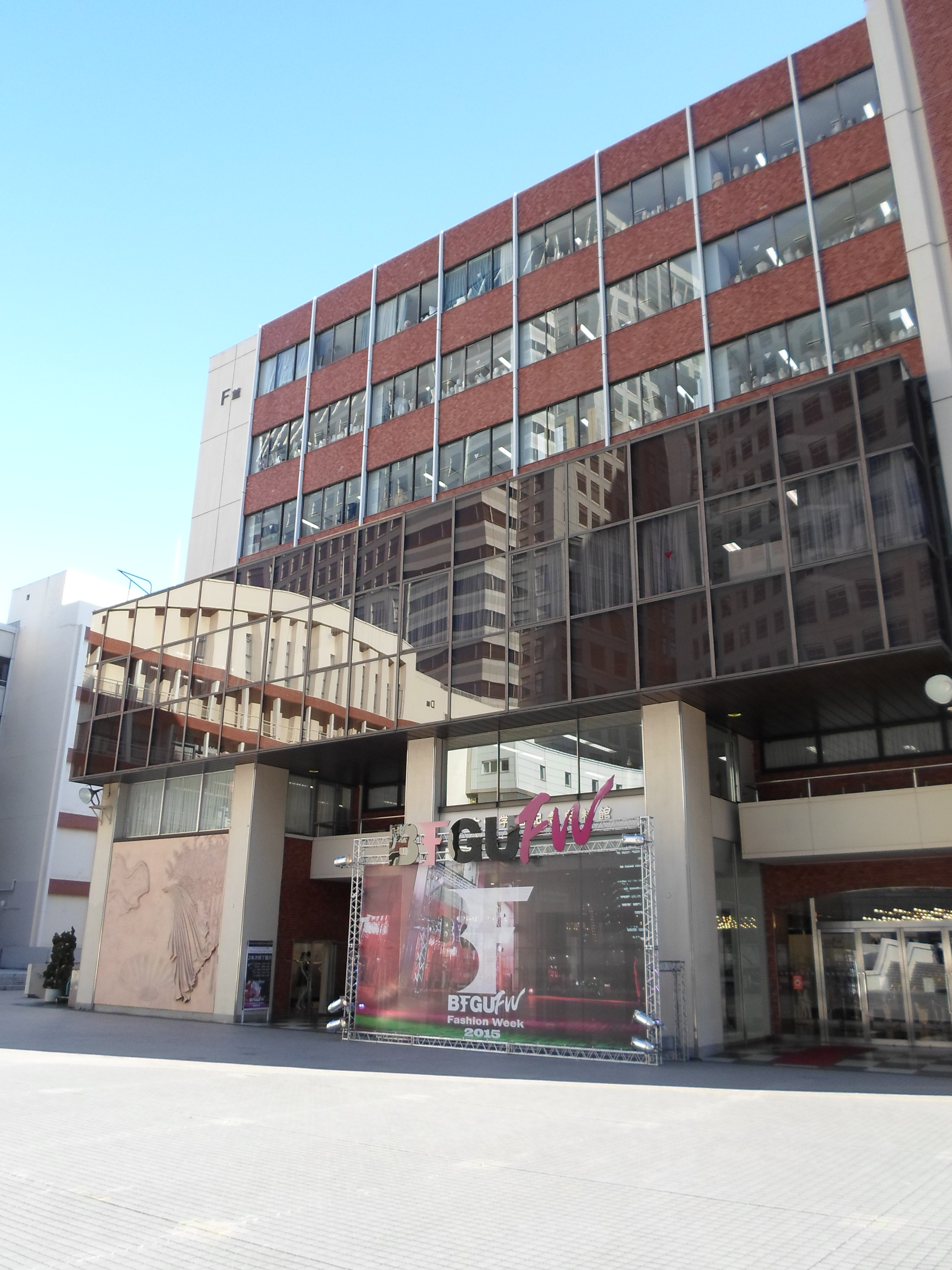
文化学園遠藤記念館

### 学園祭
文化学園大学の学園祭は「文化祭」の名称で行われ、毎年11月上旬の3日間、新都心キャンパスで短期大学部・文化服装学院と合同で行う。2010年に第60回を迎えた。ファッションショーが開かれる。
小平キャンパスが存在していた時期は、新都心キャンパスの文化祭とは別にでは6月に「けやき祭」という1日だけの小さな学園祭を開催していた。大学側は「小平キャンパスをあげてのビッグイベント」と銘打っており、こちらでもファッションショーを実施していた。

## 施設

### キャンパス

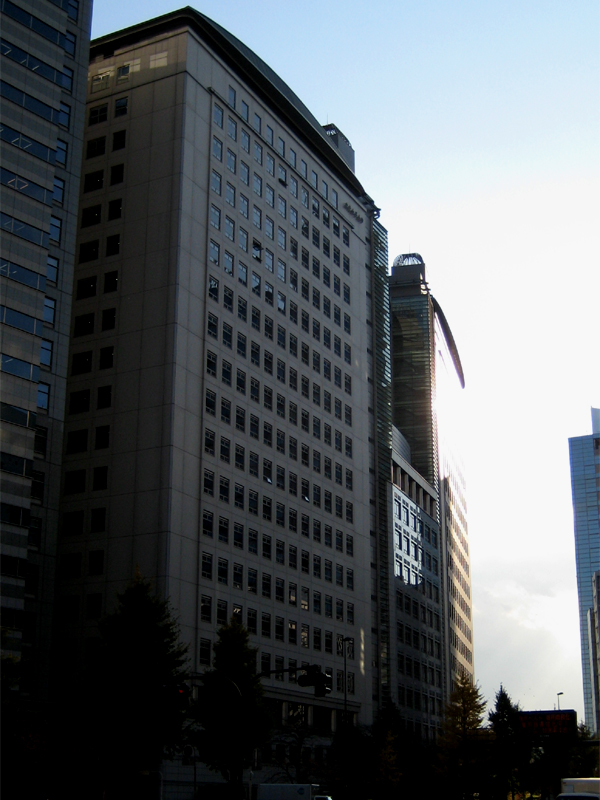
新都心キャンパス

- 新都心キャンパス　東京都渋谷区代々木3-22-1
  - 使用学部: 服装学部、造形学部、現代文化学部
  - 使用研究科: 生活環境学研究科、国際文化研究科
- 小平キャンパス　東京都小平市上水南町3-2-1
  - 現代文化学部、大学院国際文化研究科、講堂（バイオレットホール）があったが2015年を以て移転。その後施設は遊休状態となり、学生寮のみ存続していたが、2022年に英国のインターナショナルスクールであるマルバーン・カレッジが同地に2023年秋に東京校として開校することが明らかになった[9]。これに際しての学園とカレッジ側との施設における契約（売却・貸借等）は不明。
- 室蘭キャンパス　北海道室蘭市高砂町3-11-50
  - 文化女子大学室蘭短期大学のキャンパスであったが、同学の廃止により、附属幼稚園のみ残った。

## 附属校
以下の附属学校を持つ。

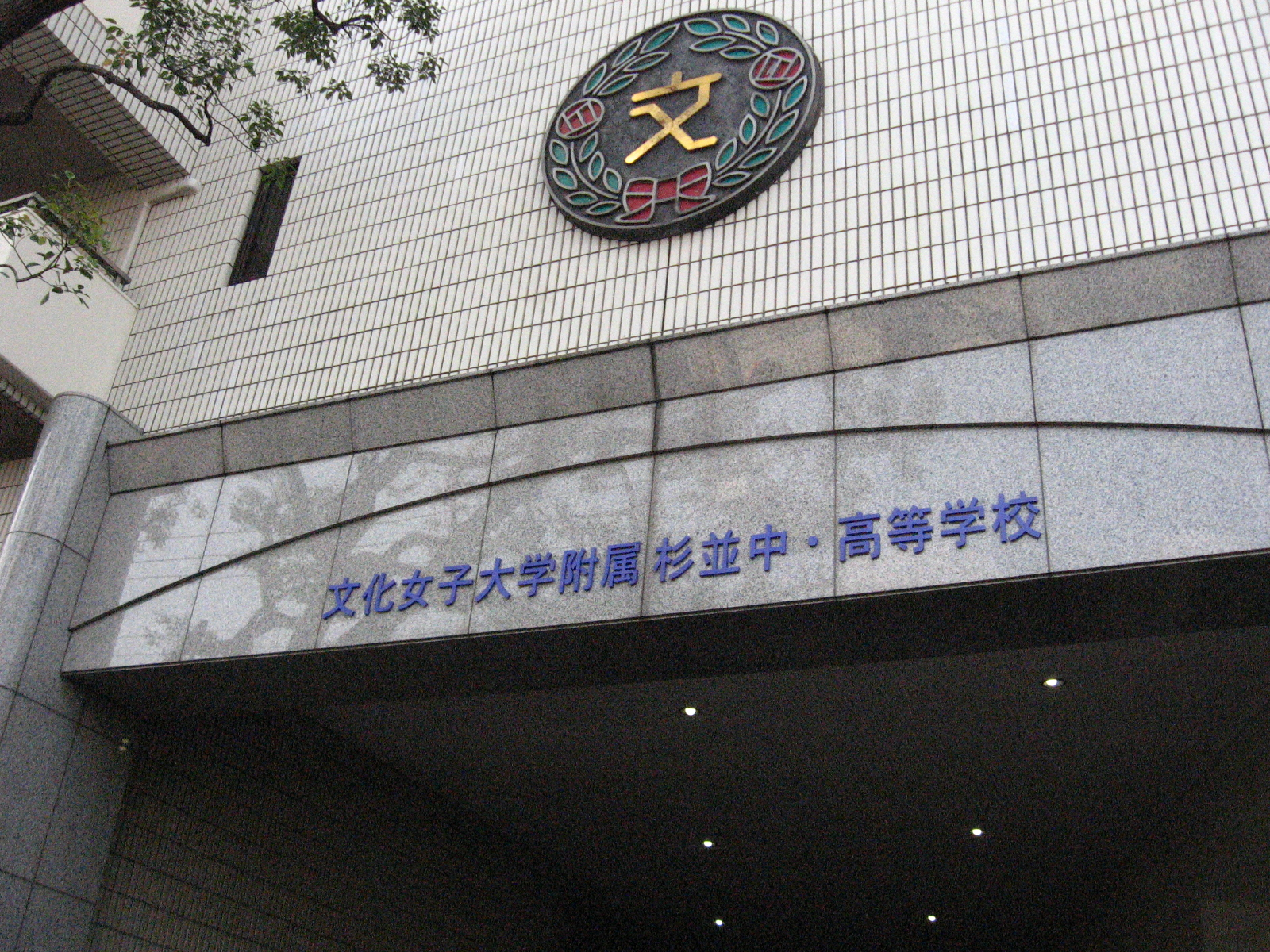
文化学園大学杉並中・高等学校

- 文化学園大学杉並中学校・高等学校（2011年に改称）
- Bunka Suginami Canadian International School (BSCIS)
- 文化学園長野中学校・高等学校（2011年に文化女子大学附属長野高等学校から文化学園長野高等学校へ校名を改称、2014年4月1日中学校開校）
- 文化学園長野専門学校
- 文化学園大学附属すみれ幼稚園
- 文化学園大学附属幼稚園

## 旧設置校
- 文化女子大学室蘭短期大学
- 文化女子大学短期大学部

## 関連校
- 広島文化学園大学
- 広島文化学園短期大学

以上のほかに「連鎖校」という制度がある。詳細は

## 関係者一覧

### 卒業生
- 神戸蘭子 - モデル
- 布川桃花 - モデル、（服装学部卒業）
- 村山和実 - モデル、女優
- 畑野ひろ子 - 女優、（造形学部卒業）
- 朝吹ケイト - 女優
- 篠原ともえ - 女優、（短期大学部服装学科卒業）
- 鳥羽美音子 - ナレーター
- 古手川伸子 - 女優
- 沢田聖子 - シンガーソングライター
- 澤田りえ - 料理研究家
- ちょこび - ファッションクリエイター、モデル
- 華みき-女優、環境活動家

### 関係者
- 野原明 - 教育者、名誉教授
- 小川安朗 - 服飾学者、名誉教授
- 徳川義親 - 文化女子短期大学部初代学長
- 大沼淳 - 現学長